# Horn von Afrika
Horn von Afrika bezeichnet den östlichsten Teil des afrikanischen Kontinents, der keilförmig in den Indischen Ozean ragt und an seiner Nordseite den Golf von Aden einschließt. Zum Horn gehören die Staaten Somalia, Äthiopien, Dschibuti und Eritrea. Seit dem 1988 begonnenen somalischen Bürgerkrieg haben sich von Somalia die direkt an der Spitze des Horns gelegene autonome Region Puntland und das De-facto-Regime Somaliland abgespalten. Die Küstenregion dieser Landzunge wird Somali-Halbinsel genannt.
Der Begriff Horn von Afrika ist in den Medien vor allem seit dem Ogadenkrieg zwischen Somalia und Äthiopien 1977/78 um die Region Ogaden gebräuchlich. 

Die Staaten des Horns von Afrika – Äthiopien, Somalia, Eritrea und Dschibuti

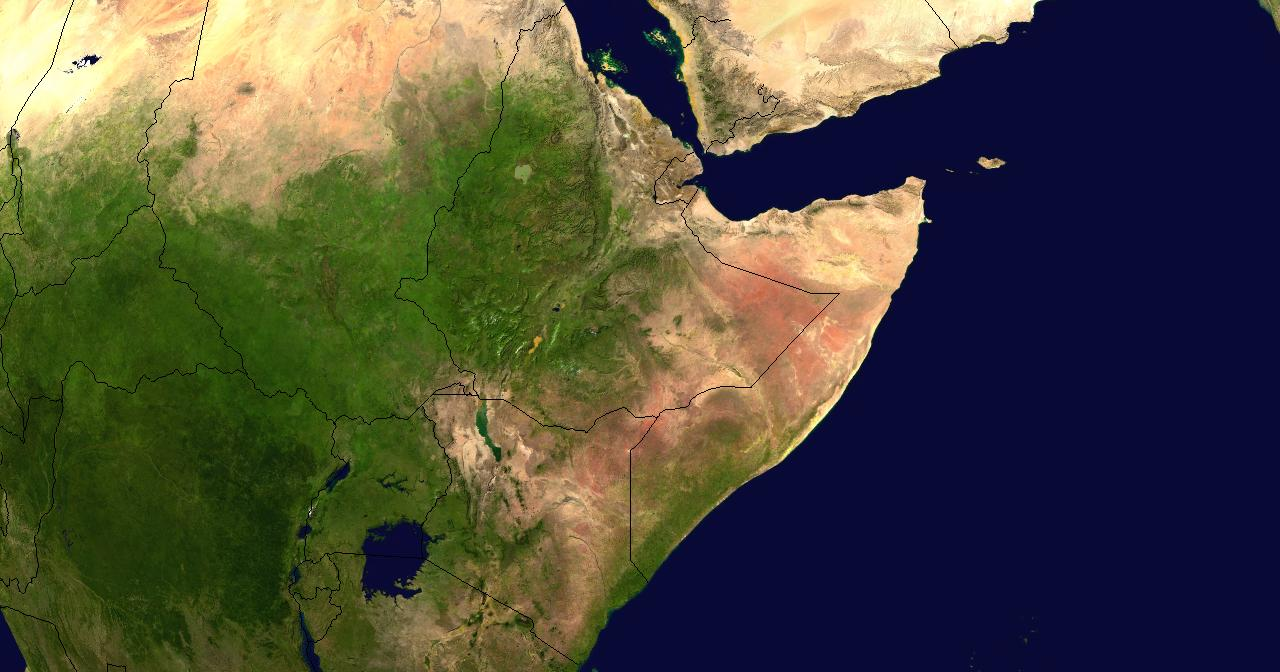
Satellitenaufnahme der Region

## Ökologie
Das Horn von Afrika ist einer von nur zwei Biodiversitäts-Hotspots im ariden Bereich der Erde. Die Region leidet vor allem an zu hohem Beweidungsdruck („overgrazing“), was zu einem großen Habitat-Verlust führte. Nur noch fünf Prozent sind von dem ursprünglichen Ökosystem erhalten geblieben. Im Sokotra-Archipel sind die Fischerei und die zunehmende Versiegelung der Landschaft ein großes Problem.

## Regionale Sicherheitsaspekte
Um die Region zu stabilisieren, wurde 2008 die multinationale Operation Atalanta der EU zum Schutz von humanitären Hilfslieferungen nach Somalia, der freien Seefahrt und zur Bekämpfung der Piraterie vor der Küste Somalias ins Leben gerufen.
Im Jahr 2011 kam es aufgrund von Dürre zu einer schweren Hungerkrise am Horn von Afrika, von der nach Berichten internationaler Organisationen 11,5 Millionen Menschen betroffen waren (Stand August 2011).
Von November 2020 bis November 2022 wurde das Horn von Afrika von einem Bürgerkrieg zwischen der äthiopischen Zentralregierung und der nordäthiopischen Region Tigray heimgesucht.